# ドルビーデジタル
ドルビーデジタル（Dolby Digital、AC-3：Audio Code number 3）はドルビーラボラトリーズ (Dolby Laboratories, Inc.) が開発した、音声のデジタル符号化方式。
映画の音声やDVDビデオ、BDビデオ、Xbox・Xbox 360・Xbox One・Xbox Series X/S用ゲームソフト、PlayStation 2、PlayStation 3・PlayStation 4・PlayStation 5用ゲームソフト、PC用ゲームソフト、BDレコーダーやDVDレコーダー、HDDレコーダー、ハイビジョンビデオカメラなど多くの規格媒体で音声記録に利用される。

## 概要
1.0chモノラルから5.1chサラウンドまでの音をデジタル圧縮してデータ量を減少し、フィルムやDVDビデオなどの記録に用いる。S/PDIF、またはHDMIケーブルを使用することで音声を伝送する。1996年に初めて販売されたレーザーディスクの一部作品やDVDにより家庭でドルビーデジタルの音声再生が可能となった。
映画は音声をエンコード処理してフィルムのパーフォレーション間に信号を光学的に記録している。多くの映画作品は5.1chサラウンドを採用し、これをドルビーデジタルでエンコードする事が多い。ドルビーデジタルは5.1chサラウンドの表示ではない。
映画館やシネマコンプレックスは、設備が規格に対応しているかを表記している場合も多く、日本国内の映画館においては、9割以上の劇場で再生が可能なデジタル音響システムである。
映画では『バットマン リターンズ』（1992年）で世界初採用され、日本では『ゴジラvsメカゴジラ』（1993年）で試験採用後、『耳をすませば』（1995年）で本格導入された。
近年は最低限の設備であるためほとんどの映画でこの音声に対応し、家庭用ゲーム機やPCゲームでもドルビーデジタルが採用されている。ハードウェアまたはソフトウェアによるリアルタイムデコードで、効果音などを5.1chサラウンドで出力できるゲームソフトが多い。
初採用から25年後となる2017年3月20日に関連特許も含み特許期間が終了して特許権利が消滅した。ゲーム機では第8世代まで使用され、以後ドルビーアトモス、LPCMサラウンド(HDMI必須)が主に使用される傾向にあり、ディスクにもドルビーオーディオなどを使用したことを示すドルビーロゴを必ずしも表記しないケースがある。
2022年以降は「DOLBY DIGITAL」の表記が廃止され、「DOLBY AUDIO」の表記が記載されることが多い。

## 拡張規格
ドルビーデジタルサラウンドEX
リアセンターを加えた6.1chサラウンド形式。ドルビーデジタルと上位互換性があり、EX非対応の環境で使用すると5.1chサラウンドで再生される。初の規格採用作品は映画『スター・ウォーズ エピソード1/ファントム・メナス』（1999年）である。通常のプレイヤーではドルビーデジタルとして認識されてしまうため、DTS-ESと異なり個別にサラウンドEXの機能をプレイヤー側の操作で付ける必要がある。
ドルビーデジタルライブ
PC用で採用されているサラウンド規格。これまでのサウンドカードはDVDではサラウンド信号をS/PDIFで出力する事は可能だが、サラウンド対応のPCゲームはS/PDIFで接続してもサラウンド信号を出す事が出来ない。その場合はアナログオーディオケーブル3本の接続を要して配線が煩雑な欠点があった。この規格を採用したサウンドカードを使用する事により、DVDでもPCゲームでもS/PDIFでサラウンド信号の出力が可能になる。採用されている製品は、クリエイティブ・テクノロジーの「PCI Express Sound Blaster X-Fi Titanium Professional Audio」などがある。
ドルビーデジタルプラス（Enhanced AC-3またはE-AC-3）
第3世代光ディスク規格 (Blu-ray Disc・HD DVD) やアマゾンのKindle Fire HDやFire TV Stick、富士通モバイルのARROWS NX F-06E、および京セラのDIGNO M KYL22などのスマートフォンなどで採用されている次世代サラウンド規格。競合規格はDTS-HDハイレゾリューションオーディオ。最大7.1chまで収録できる。BDに収録されるドルビーデジタルプラスでは、5.1chまではドルビーデジタル音声しか認められていない制約がある。これにより、ドルビーデジタルプラスが再生できない機器はドルビーデジタル（5.1chサラウンド）に変換可能である。ドルビーデジタルプラスのデジタル転送（ビットストリーム出力）はHDMI ver.1.3以降が必要となる。光デジタル端子はTrueHDも含めこの信号の伝送は不可能。
ドルビーTrueHD（Dolby TrueHD, ドルビートゥルーエイチディー）
BDビデオやHD DVDに採用された音声技術で、DVDオーディオで採用されている「MLPロスレス」の機能拡張版。拡張規格はDTS-HDマスターオーディオ。HD DVDでは必須となるほか、BDビデオではオプションとなる。最大7.1chサラウンド (96kHz/24bit) 形式をサポート。MLPロスレスの呼称は今後もDVDオーディオには使われる。ドルビーTrueHDはDVDオーディオフォーマットでは使用不可。BDビデオやHD DVDに使用される場合にのみドルビーTrueHDが使われるが、近年はブルーレイディスクにDTS-HDとドルビーデジタル信号のみが入り、TrueHDやデジタルプラスは省略される傾向にある。ドルビーアトモスに対応したブルーレイディスクの場合は、事実上この規格に拡張データを付与した音源が含まれており、まれにドルビーデジタルプラス経由のドルビーアトモス音源も使用されることがある。

### 記録用音声技術
ドルビーデジタルレコーディング
DVDレコーダーやHDD内蔵ビデオカメラで、2.0chステレオを「ドルビーデジタル」の圧縮信号で記録出来るフォーマット。DVDの規格上AACが記録できないためやむを得ず搭載するケースが大半である。
ドルビーデジタルステレオクリエーター
2.0chステレオを圧縮信号で記録できるフォーマットで、音声トラックを編集可能。
ドルビーデジタル5.1クリエーター
5.1chサラウンドを比較的容易に記録できるフォーマット。DVDオーサリングソフト、DVD・ブルーレイレコーダー、5.1チャンネル記録対応ビデオカメラ等に採用されている。